# Caroline Boujard

a Compétitions nationales et continentales officielles uniquement.

b Matchs officiels uniquement.
Dernière mise à jour le 16 décembre 2024.
Caroline Boujard, née le 6 janvier 1994 à Saint-Cloud, est une joueuse internationale française de rugby à XV qui évolue au Montpellier Rugby Club.

## Biographie
Caroline commence le rugby au collège dès l'âge de 11 ans. Elle intègre le RCME puis à 15 ans, elle rejoint les cadettes de l'Essonne. Elle part ensuite pour trois saisons à Chilly-Mazarin, mais désireuse de pouvoir postuler dans un club du Top 8 et en équipe de France elle intègre l'USAP,,. À la suite du forfait de ce dernier, elle rejoint le Montpellier rugby club en mi-saison,, poste qu'elle occupe aujourd'hui encore,.
Elle honore sa première cape internationale en équipe de France le 6 février 2015 contre l'Écosse lors du Tournoi des Six Nations 2015.
En 2018, lors du deuxième match du Tournoi des Six Nations, le 10 février au Scotstoun Stadium de Glasgow, elle marque un essai contre l’Écosse à la 71e minute (La France l’emporte 3 – 26). Lors de la dernière journée contre le pays de Galles, le 16 mars au stade Eirias Stadium de Colwyn Bay, elle subit une faute et l'arbitre accorde un essai de pénalité à la 51e minute (la France gagne 3 – 38 et réussit le Grand Chelem).
Le 17 novembre 2018, elle a été élue joueuse du match lors de leur victoire face aux Néo-Zélandaises (30-27) au stade des Alpes devant 17 102 spectateurs (deuxième meilleure affluence pour un match de rugby féminin en France juste derrière le match contre l’Angleterre lors du Tournoi des Six Nations 2018 au même endroit avec 17 440 spectateurs et que les Bleues avaient remportées 18-17),.
En novembre 2018, elle fait partie des 24 premières joueuses françaises de rugby à XV qui signent un contrat fédéral à mi-temps ,. Son contrat est prolongé pour la saison 2019-2020. En parallèle, elle est vendeuse dans un magasin Décathlon à Montpellier jusqu’en septembre 2021, où elle arrête pour devenir pompier volontaire.
En avril 2021, à l'occasion du premier match des Françaises dans le Six Nations 2021, contre le pays de Galles, elle s'illustre en inscrivant un triplé dans les quatorze premières minutes du match,
En 2022, elle n'est pas sélectionnée par Thomas Darracq pour disputer la Coupe du monde de rugby à XV en Nouvelle-Zélande mais revient à l'automne 2023 dans le groupe d'internationales qui dispute sous les couleurs de la France le championnat féminin de rugby WXV, toujours en Nouvelle-Zélande.
Elle comptabilise, en décembre 2024, 50 sélections avec le XV de France et a déjà remporté le titre de championne de France avec le club de Montpellier.

## Palmarès

### En club
- Championnat de France :
  - Championne : 2015, 2017, 2018, 2019.

### En équipe nationale
- Coupe du monde :
  - Troisième : 2017.
- Tournoi des Six Nations :
  - Championne avec Grand Chelem : 2018.
  - Championne : 2015.

## Distinctions
- Retenue par World Rugby dans la « Dream Team féminine de l'année » au poste de n°14 en 2021[24].